# Charles Hindenlang
Charles Hindenlang (parfois nommé erronément Hindelang), né le 29 mars 1810 à Paris et mort le 15 février 1839 à Montréal, est un militaire et patriote canadien de 1838-1839 ayant combattu pour l'indépendance du Bas-Canada. En raison de son engagement, il est pendu par les autorités coloniales britanniques.

## Biographie
Charles Hindenlang est né au 16 rue Richer dans l'actuel 9e arrondissement de Paris. Son père, Emmanuel Hindenlang, négociant, et sa mère, Élisabeth Fischer, sont originaires de Suisse et de religion calviniste.
Hindenlang prit part à la Révolution de juillet, durant laquelle il devint officier. Il déclara qu'il était venu en Amérique pour faire commerce à la demande de ses parents. Cela fut toutefois contredit par P. H. Touvrey, un compatriote d'Hindenlang présent pendant les rébellions du Bas-Canada, qui dit qu'Hindenlang était venu spécifiquement pour joindre lesdites rébellions. Recruté par Ludger Duvernay aux États-Unis, il arriva au Bas-Canada le 4 novembre 1838. Pendant la rébellion de 1838, il lutta à la dernière bataille du conflit, la bataille d'Odelltown du côté des Patriotes. Les Patriotes y furent défaits.
Hindenlang fut appréhendé peu après, alors qu'il tentait de s'échapper aux États-Unis, et fut condamné à mort lors d'un procès en cour martiale ("conseil de guerre") ayant débuté le 22 janvier 1839. Il fut pendu le 15 février 1839 à la prison du Pied-du-Courant à Montréal à l'âge de 28 ans, un mois avant son 29e anniversaire, avec des gens tels que le Patriote François-Marie-Thomas Chevalier de Lorimier. Devant la foule, avant l'exécution, il lança : « Je meurs dans la conviction d'avoir rempli dignement mon devoir... Vive la liberté! » Son personnage joue un rôle dans le film de Pierre Falardeau, 15 février 1839, au sujet de l'incarcération et l'exécution des Patriotes.